# Vlaai
Il vlaai, principalmente conosciuto come Limburgse vlaai, è un dolce tipico della cucina olandese simile ad una torta o una crostata, rispetto alle quali però è più sottile e più croccante.
Il vlaai ha solitamente un diametro di circa 27—30 centimetri. Veniva originariamente prodotto a Weert, Limburgo ed è quindi noto anche come Weertervlaai. Si tratta di un prodotto tipico delle regioni meridionali dei Paesi Bassi, ma oggi è generalmente disponibile in tutto il paese e persino in alcune zone del Belgio e della Germania vicino ai confini con i Paesi Bassi. È disponibile in molte diverse varietà di ripieni di frutta (ciliegia, albicocca, fragole, prugne, ecc.), con una crema a base di burro e zucchero ("greumellevlaai") e con crema pasticcera ("rijstevlaai").